# Ali Abbasi
Ali Abbasi, pers. علی عباسی (ur. 1981 w Teheranie) – irański reżyser i scenarzysta filmowy, tworzący w Danii i Szwecji.

## Życiorys
Do 2002 studiował na Politechnice Teherańskiej, po czym wyemigrował do Szwecji, gdzie podjął studia architektoniczne w Królewskim Instytucie Technicznym w Sztokholmie. Następnie uzyskał dyplom na studiach reżyserskich w Duńskiej Szkole Filmowej w Kopenhadze. W mieście tym wciąż mieszka i tworzy, choć jest równocześnie posiadaczem irańskiego paszportu.
Po kilku filmach krótkometrażowych nakręcił swój fabularny debiut – horror Shelley (2016). Jednakże prawdziwą uwagę zwrócił na siebie Granicą (2018), swoją drugą fabułą. Obraz miał swoją premierę w sekcji "Un Certain Regard" na 71. MFF w Cannes, gdzie zdobył nagrodę główną. Wybrano go również jako oficjalnego kandydata Szwecji do Oscara dla najlepszego filmu nianglojęzycznego, choć ostatecznie otrzymał nominację za najlepszą charakteryzację.
Następny film Abbasiego, Holy Spider (2022), startował w konkursie głównym na 75. MFF w Cannes, skąd wyjechał z nagrodą aktorską dla Zar Amir Ebrahimi. Obraz był niepozbawionym brutalności kryminałem o poszukiwaniu seryjnego mordercy prostytutek ze świętego miasta Meszhed. Scenariusz odwoływał się do prawdziwych wydarzeń, które miały miejsce w Iranie w latach 2000-2001. 
Wyreżyserował dwa odcinki popularnego serialu The Last of Us (2023).